# Joseph T. Salerno
Joseph T. Salerno (n. 1950, SUA) este un economist american. Reprezentant al Școlii austriece de economie, Salerno este profesor de economie emerit la Lubin School of Business⁠(d) din cadrul Universității Pace⁠(d), vicepreședinte al Institutului Ludwig von Mises și a primit titlul John V. Denson II Endowed Professorship în economie din partea Universității Auburn⁠(d). A urmat studiile universitare la Boston College⁠(d), iar studiile postuniversitare la Universitatea Rutgers.

## Biografie
Părinții lui Salerno au emigrat în Statele Unite din Italia. În copilărie, acesta a observat disprețul tatălui său - un democrat susținător al programului New Deal - față de o rudă care, aflată în vizită în America, a declarat că este membră a Partidului Comunist Italian. Ca urmare a întâlnirii, Salerno a devenit un susținător al senatorului Barry Goldwater, candidat la alegerile prezidențial din 1964⁠(d), și un adept al valorilor promovate de acesta. De asemenea, a decis să studieze economia. Odată ajuns la Boston College, a citit un articol scris de Murray Rothbard și a adoptat o „poziție pur libertariană... anarho-capitalismul”. Concomitent, a devenit interesat de operele școlii austriece.
A publicat numeroase articole de opinie pentru Institutul Mises, Forbes, Christian Science Monitor, Wall Street Oasis și Economic Policy Journal. Salerno este deseori intervievat la emisiuni și programe radio online precum Bloomberg Radio și a apărut la C-SPAN, Fox News și Fox Business Networis. Teoriile sale au fost explicate de Israel Kirzner într-un studiu despre abordarea austriacă a ideii de antreprenoriat.